# Almedalsbiblioteket

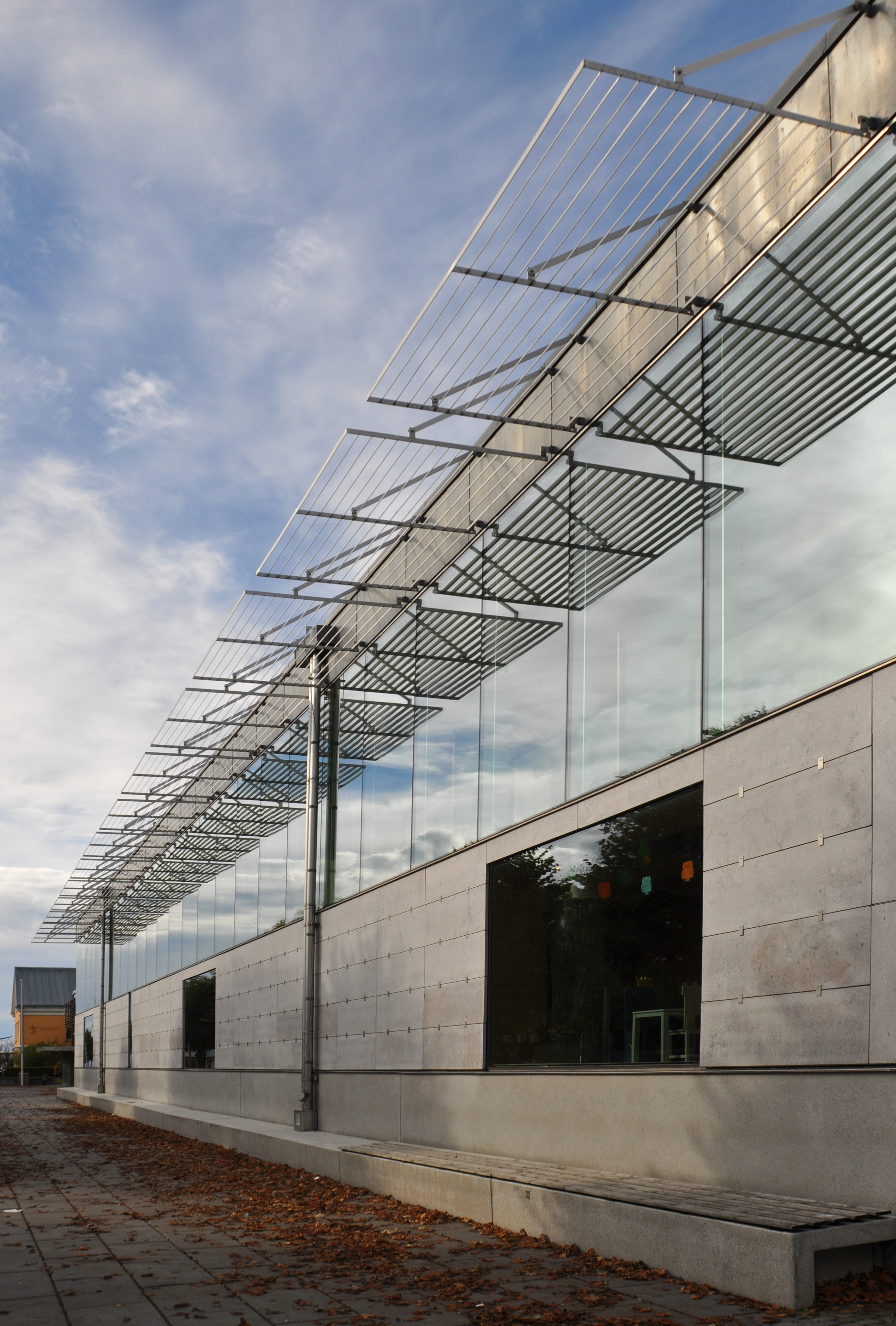
Almedalsbibliotekets fasad mot Cramérgatan, Visby

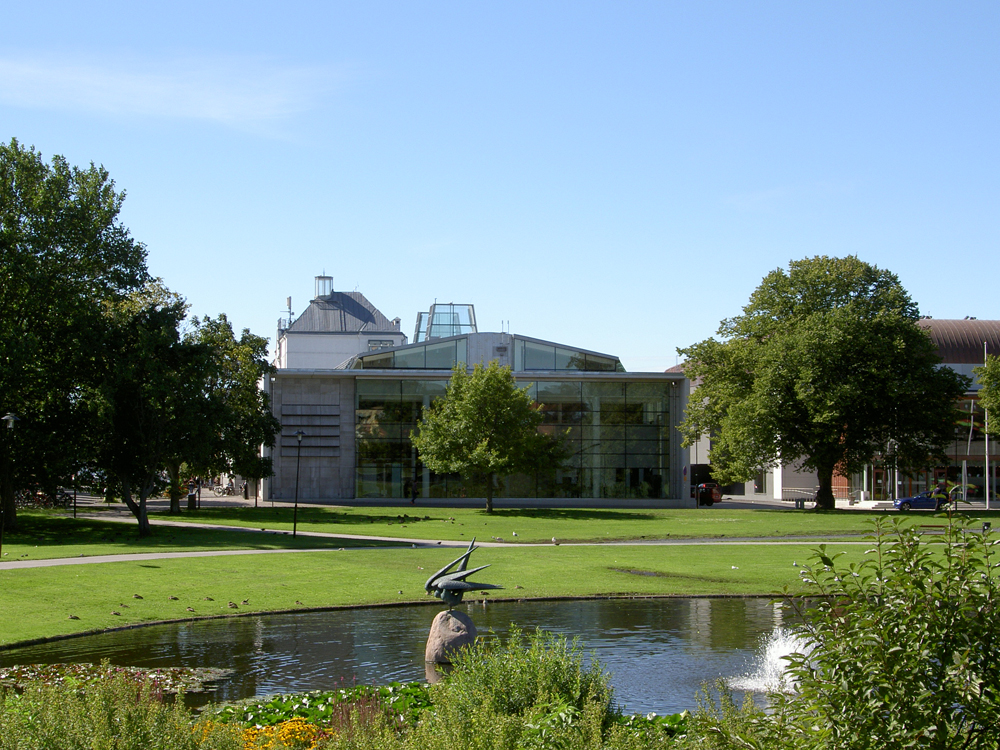
Almedalsbiblioteket.

Almedalsbiblioteket är ett folk- och universitetsbibliotek i Visby som drivs gemensamt av Region Gotland och Uppsala universitetsbibliotek.  Verksamheten är sedan starten 2001 inrymd i en för biblioteket ritad byggnad vid Almedalen i centrala Visby. Biblioteket har en omfattande samling på Gotlandica (litteratur med anknytning till Gotland) och en väl utbyggd barn- och ungdomsverksamhet.

## Historia
Verksamheten inleddes 2001 när Visby Stadsbibliotek slogs samman med Högskolan på Gotlands bibliotek.
- Visby Stadsbibliotek har rötter tillbaka till 1800-talet. År 1866 grundade en grupp societetsdamer ett bibliotek i snickare J.N. Wies hus som omfattade 230 volymer. Biblioteket kom sedan att flytta flera gånger, och var innan sammanslagningen inrymt i Borgenhuset och omfattade 200 000 volymer.[4]
- Högskoleutbildningen började att bedrivas på Gotland 1986 och tolv år senare fick Gotland en självständig högskola, Högskolan på Gotland. Under samma tid utvecklades ett högskolebibliotek.[4] 2013 slogs högskolan ihop med Uppsala universitet.

## Byggnaden
Biblioteksbyggnaden uppfördes 2000–2001 och invigdes 22 september 2001. Byggnaden ritades av arkitekterna Christer Malmström och Anders Grape och har en stram yttre form med referenser till traditionell gotländsk byggnadstradition med bland annat en färgsättning i grått, vitt och grågrönt. Byggnaden har konstnärlig utsmyckning av bland andra Pye Engström.
Golvet i foajén har formgivits av Karin Tyrefors och består av gotländsk kalksten med inslag av marmor.
"Knarr"  är en hängande skulptur av Lars Valinger, finns i Almedalsbibliotekets foajé. 
Mot Cramérgatan hänger Marianne Korsman-Ullmans glasmålning med motiv från S:Nikolai kyrka i Visby.